# Міжнародна співпраця
Міжнародне співробітництво — співпраця двох або більше країн у будь-яких міжнародних проєктах: наукових, соціальних, промислових тощо.
Універсальна форма організації спільного або взаємоузгодженого виробництва за участю іноземних партнерів двох або кількох країн, що ґрунтується на розподілі виробництва продукції, комерційній співпраці, взаємній гарантії ризиків, спільному захисті інвестицій і промислових секретів.

GEMET визначає міжнародну співпрацю як:
Співробітництво між урядами, комерційними структурами або фізичними особами, у межах якого учасники домовляються про спільні дії для досягнення конкретних цілей, особливо у сфері наукових досліджень чи розробки стандартів.
Міжнародне співробітництво покриває дуже різні сфери діяльності. У тому числі:
- поліпшення охорони здоров'я
- поліпшення освіти
- поліпшення умов навколишнього середовища
- скорочення соціально-економічної нерівності
- антитерористична діяльність
- поліпшення якості зв'язку